# Municipio de Grant (condado de Taylor)
El municipio de Grant (en inglés: Grant Township) es un municipio ubicado en el condado de Taylor en el estado estadounidense de Iowa. En el año 2010 tenía una población de 485 habitantes y una densidad poblacional de 5,24 personas por km².

## Geografía
El municipio de Grant se encuentra ubicado en las coordenadas 40°46′6″N 94°31′38″O / 40.76833, -94.52722. Según la Oficina del Censo de los Estados Unidos, el municipio tiene una superficie total de 92.58 km², de la cual 92,33 km² corresponden a tierra firme y (0,27 %) 0,25 km² es agua.

## Demografía
Según el censo de 2010, había 485 personas residiendo en el municipio de Grant. La densidad de población era de 5,24 hab./km². De los 485 habitantes, el municipio de Grant estaba compuesto por el 96,29 % blancos, el 0,41 % eran afroamericanos, el 0,21 % eran amerindios, el 0,21 % eran asiáticos, el 1,65 % eran de otras razas y el 1,24 % eran de una mezcla de razas. Del total de la población el 3,09 % eran hispanos o latinos de cualquier raza.